# Sixième circonscription de la préfecture de Fukuoka
La sixième circonscription de la préfecture de Fukuoka (福岡県第6区, Fukuoka-ken dai-roku-ku) est l'une des onze circonscriptions législatives que compte la préfecture de Fukuoka au Japon.

## Description géographique
Entre 1994 et 2013, la sixième circonscription de la préfecture de Fukuoka regroupait les villes de Kurume, Ōkawa et Ogōri et les districts d'Ukiha (ja), Mii et Mizuma.
Depuis 2013, elle comprend les villes de Kurume, Ōkawa, Ogōri et Ukiha et les districts de Mii et Mizuma.

## Députés
| Législature | Début de mandat | Fin de mandat | Député élu         | Parti politique | Parti politique |
| ----------- | --------------- | ------------- | ------------------ | --------------- | --------------- |
| 41e         | 1996            | 2000          | Masahiro Koga (ja) |                 | Shinshintō      |
| 42e         | 2000            | 2002          | Masahiro Koga (ja) |                 | PLD             |
| 42e         | 2002            | 2003          | Ryūzō Aramaki (ja) |                 | PLD             |
| 43e         | 2003            | 2005          | Issei Koga (ja)    |                 | PDJ             |
| 44e         | 2005            | 2009          | Kunio Hatoyama     |                 | PLD             |
| 45e         | 2009            | 2012          | Kunio Hatoyama     |                 | PLD             |
| 46e         | 2012            | 2014          | Kunio Hatoyama     |                 | SE              |
| 47e         | 2014            | 2016          | Kunio Hatoyama     |                 | PLD             |
| 47e         | 2016            | 2017          | Jirō Hatoyama (ja) |                 | SE              |
| 48e         | 2017            | 2021          | Jirō Hatoyama (ja) |                 | PLD             |
| 49e         | 2021            | 2024          | Jirō Hatoyama (ja) |                 | PLD             |
| 50e         | 2024            | -             | Jirō Hatoyama (ja) |                 | PLD             |